# Kraubath an der Mur
Kraubath an der Mur osztrák mezőváros Stájerország Leobeni járásában. 2017 januárjában 1277 lakosa volt.    

## Elhelyezkedése

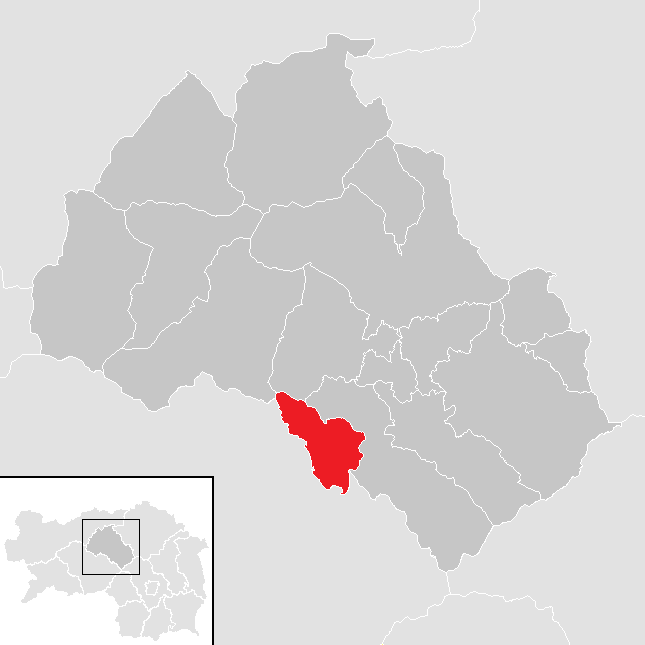
Kraubath an der Mur a Leobeni járásban

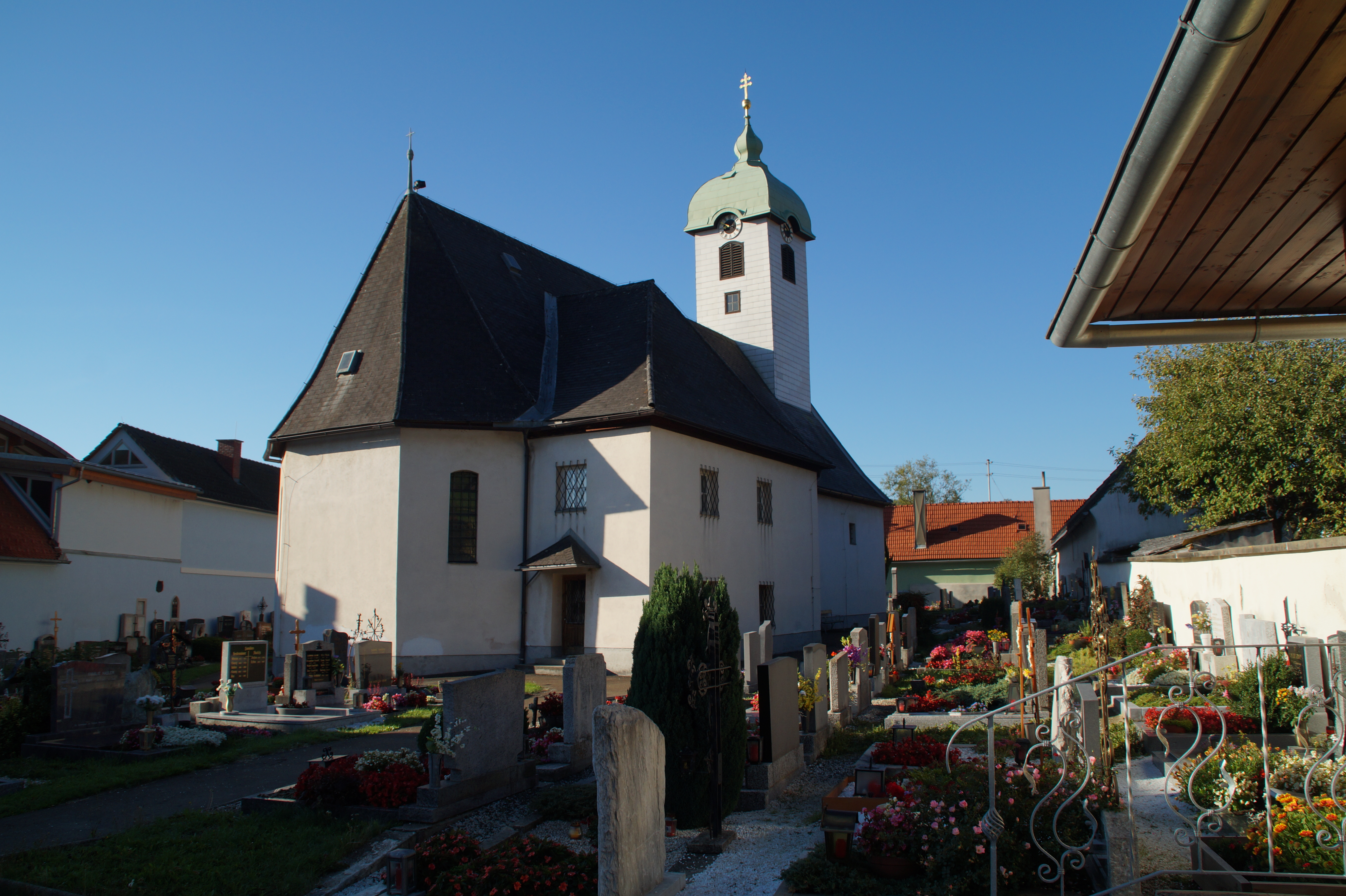
A Szt. György-plébániatemplom

Kraubath an der Mur Felső-Stájerországban fekszik, a Mura északi partján. Területének egy része az Alacsony-Tauern hegységrendszerhez tartozó Seckaui-Tauern hegységre esik. A település mellett halad el a St. Michaelt és Judenburgot összekötő S36 Mura-völgyi autóút (Murtal Schnellstraße). Legmagasabb pontja 1490 méteres, a Mura mellett egyéb jelentős folyóvizei a Kraubathbach és az Ungerbach. Az önkormányzathoz 3 település tartozik: Kraubath an der Mur (990 lakos), Kraubathgraben (53 lakos) és Leising (234 lakos).
A környező önkormányzatok: északnyugatra Mautern in Steiermark, északra Kammern im Liesingtal, keletre Sankt Stefan ob Leoben, délnyugatra Sankt Marein-Feistritz.

## Története
Az ember legrégebbi nyoma Kraubathban egy 5000 éves, szerpentinből készült kőbalta. A hallstatti korszakban is lakott volt a térség, a régészek feltártak egy sírt, amelyben egy bronzfejszét és egy vas lándzsahegyet találtak. A római időszakból egy sírkő maradványai, érmék és faragott kövek maradtak fenn.
A népvándorlás korában szlávok telepedtek meg a régióban és a helynevek máig árulkodnak hatásukról. Kraubath neve is szláv eredetű, először 1050-ben említik "chrowata" formában. 1292-ben már mint Chrabat, 1471-ben mint Kraubat szerepel a dokumentumokban.
1480-ban a törökök, 1532-ben a Bécs védelméből visszatérő olasz és spanyol zsoldosok prédálták fel a falut. Az 1713-as pestisben a 354 lakosból 55-en haltak meg. 1786-ban az admonti kolostor támogatásával megnyílt az első iskola. 1860 körül magnezitfeldolgozó üzem nyílt, amely 1922-ig működött. 1907-ben a vasútállomás mellett újabb magnezitkohó kezdte meg működését; ezt 1957-ben zárták be és 150 munkás vesztette el az állását.

## Lakosság
A Kraubath an der Mur-i önkormányzat területén 2017 januárjában 1277 fő élt. 2015-ben a helybeliek 97,5%-a volt osztrák állampolgár; a külföldiek közül 0,9% a régi (2004 előtti), 0,9% az új EU-tagállamokból érkezett. 2001-ben a lakosok 89,7%-a római katolikusnak, 3,4% evangélikusnak, 6,2% pedig felekezet nélkülinek vallotta magát.

## Látnivalók
- a Szt. György-plébániatemplom
- 1838-ban állított mérföldkő

## Fordítás
- Ez a szócikk részben vagy egészben  a   Kraubath an der Mur című német Wikipédia-szócikk ezen változatának fordításán alapul.  Az eredeti cikk szerkesztőit annak laptörténete sorolja fel. Ez a jelzés csupán a megfogalmazás eredetét és a szerzői jogokat jelzi, nem szolgál a cikkben szereplő információk forrásmegjelöléseként.